# Черна база
аЧерната база (Aviceda leuphotes) е вид птица от семейство Ястребови (Accipitridae).

## Разпространение и местообитание
Разпространен е в Бангладеш, Бутан, Виетнам, Индия, Индонезия, Камбоджа, Китай, Лаос, Малайзия, Мианмар, Непал, Сингапур, Тайланд и Шри Ланка.